# Alexej Tiščenko
Alexej Viktorovič Tiščenko (rusky Алексей Викторович Тищенко, * 29. května 1984 v Omsku, SSSR) je bývalý ruský amatérský boxer, nastupující v lehčích váhách.
Tiščenko se stal dvakrát olympijským vítězem – na hrách 2004 v Aténách (pérová váha) a 2008 v Pekingu (lehká váha). V únoru 2011 ukončil kariéru.
Je vysoký 167 cm a k boxu ho v osmi letech přivedl otec.

## Medaile z mezinárodních soutěží
- Olympijské hry – zlato 2004 (pérová váha), zlato 2008 (lehká váha)
- Mistrovství světa – zlato 2005 (pérová váha) a bronz 2007 (lehká váha)
- Mistrovství Evropy – zlato 2006 (lehká váha)
- Světový pohár reprezentačních mužstev – zlato 2005 (pérová váha)